# Šamudovce
Šamudovce est un village de Slovaquie situé dans la région de Košice.

## Histoire
Première mention écrite du village en 1315.

## Démographie

### Évolution de la population
| Année:               | 1994. | 2004.    | 2014.    | 2024.   |
| -------------------- | ----- | -------- | -------- | ------- |
| Nombre de personnes: | 407   | 554      | 634      | 619     |
| Différence:          |       | +36,11 % | +14,44 % | -2,36 % |

| Année:               | 2023. | 2024.   |
| -------------------- | ----- | ------- |
| Nombre de personnes: | 620   | 619     |
| Différence:          |       | -0,16 % |

## Politique
| Nom             | Parti politique | Date de l'élection | Fin du mandat |
| --------------- | --------------- | ------------------ | ------------- |
| Vladimír Paulov | SMER            | 02.12.2006         | Déc. 2010     |